# Ekonomika Indie
Ekonomický systém, který Indie zastává, je smíšená ekonomika. Indická ekonomika je podle nominálního HDP šestá největší a třetí podle parity kupní síly. Hodnota HDP na osobu zde činí 2 134 USD a je tak 139. největší na světě. Hodnota parity kupní síly z roku 2018 je 7 783 USD a je tak 122. na světě. Po hospodářské liberalizaci v roce 1991 dosáhla Indie průměrného růstu HDP 6–7 % za rok. Indická ekonomika se od posledního čtvrtletí roku 2014 stala nejrychleji rostoucí ze zemí G20, kdy vystřídala ČLR.
Indie má velice dobrý potenciál, co se týče ekonomického růstu, a to zejména díky levné pracovní síle a zahraničním investicím. Poprvé Indie překonala vyhlídky Světové banky ve fiskálním roce 2015–2016, během něhož ekonomika vzrostla o 7,6 %. I přes všechny předchozí reformy je indická ekonomika značně zpomalená, a to hlavně v důsledku byrokracie, nedostatečné dopravní infrastruktury a nepřizpůsobivým pracovním zákonům.
Indie má jeden z nejrychleji se rozvíjející sektor služeb na světě a od roku 2001 s ročním růstem přes 9 %, což přispělo k 57 % nárůstu HDP v letech 2002–2013.

## Historie

### Předkoloniální období
Do 5. století n. l. jsou indické dějiny charakterizovány dějinami impérií Nandovců, Maurjů a Guptovců ležících v současné severovýchodní Indii. Počínaje rokem 711 n. l. (bitva u přístavu Debulu) začíná islamizace Indie. Islámská nadvláda nevedla k plné islamizaci obyvatel, do současnosti trvá významný vliv hinduismu a buddhismu (Buddha 563–483 př. n. l.). K oddělení těchto náboženství došlo až v 20. století novým státoprávním uspořádáním (muslimský Pákistán x buddhistická a hinduistická Indie). Specifikem Indie je přitom kastovní systém, mající základ v hinduismu. S nástupem kolonialismu se význam Islámu snižuje. Kvůli vnitřním rozporům v Indii získávají vzrůstající moc a politický vliv evropské mocnosti.

### Koloniální období
Proces kolonizace, jako výraz postupného ekonomického a správního ovládnutí daného území, začal koncem 15. století. V tomto období začaly pronikat do Indie Portugalci později Holanďané a Britové. Tento proces byl završen založením anglické a holandské Východoindické společnosti na počátku 17. století. V 60. letech 17. století založením francouzské východoindické společnosti získává vliv na toto území další evropská mocnost – Francie. Téměř stoletá koexistence Evropanů v Indii vyvrcholila ozbrojenými konflikty, jejichž konečným výsledkem bylo úplné převzetí Indie pod správu Velké Británie. Formálně byl tento stav vyjádřen Zákonem pro lepší správu Indie roku 1858, kdy moc nad indickými državami byla odebrána Východoindické společnosti a přešla na britskou korunu – Britská Indie se stala korunní kolonií. Vliv kolonizace Indie lze hodnotit pozitivně, společenské uspořádání zůstalo zachováno, ale rozvoj infrastruktury a průmyslu přispěl k prosperitě státu „Indie“, který vznikl ve 20. století.

### Postkoloniální období
Všeobecná chudoba většiny obyvatel vedla k nespojenosti nejen s britskou nadvládou ale i s místními vládci. Tato nespokojenost vyvrcholila v národně-osvobozeneckém boji pod vedením Mahátma Gandhího. Strategie Gandhího, nenásilný odpor – pasivní rezistence, se ukázala být úspěšnou a vedla k vyhlášení nezávislé Indie a legislativnímu odtržení muslimské části Britské Indie – Pákistánu v roce 1947. V důsledku se projevilo, že přes všechny nedostatky se Indie přetvořila v moderní průmyslově i technologicky vyspělý stát, i přes přetrvávající tradiční a často středověké resentimenty. V současnosti je Indie, jako jaderná mocnost a průmyslově vyspělý stát respektována i v mezinárodním měřítku.

## Zemědělství

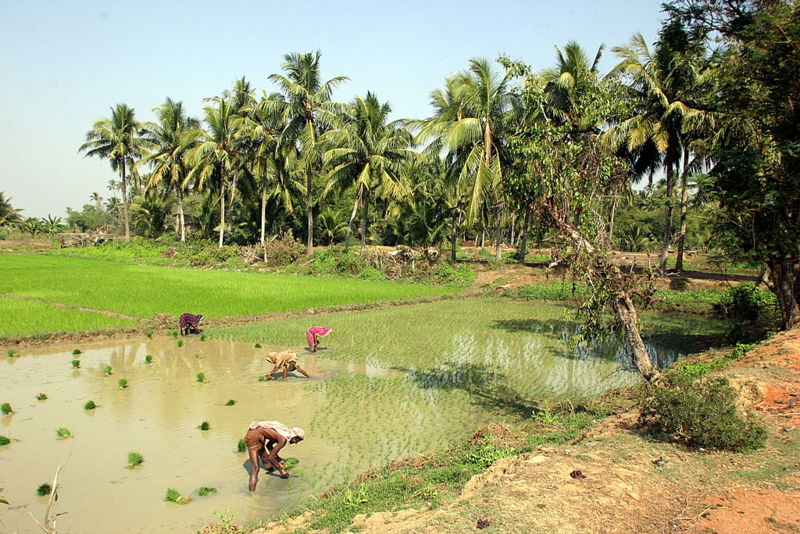
Rýžová pole poblíž Purí ve státě Urísa na východním pobřeží

Zemědělství je tradičně velmi významnou součástí indické ekonomiky, i v současnosti více než 40 % obyvatelstva pracuje v zemědělství, ale tento podíl se trvale snižuje vlivem průmyslového rozvoje, přesto zůstává významnou částí indické ekonomiky. I když podíl na HDP byl v roce 2016 pouze 14,5%, tento stav je podmíněn relativně levnou pracovní sílou. Pěstování tradičních plodin, ječmene, pšenice, prosa, rýže, cukrové třtiny, luštěnin, zeleniny, sezamu, obohacený o importované plodiny např. čaje, tvoří dodnes, včetně extrémně důležité produkce koření (pepř, zázvor, kardamon, skořice, šafrán) základ zemědělské výroby. V současnosti je Indie jedním z největších světových producentů rýže, pšenice, bavlny, arašídů, cukrové třtiny, ovoce a zeleniny a největším producentem juty a luštěnin. S tím souvisí významný export rýže Basmati, pšenice, obilovin, koření, čerstvého ovoce, sušeného ovoce, buvolího hovězí maso, bavlny, čaje, kávy. Asi 10 % příjmu zahraničního obchodu tvoří právě vývoz těchto komodit.
Živočišná výroba je ovlivněna náboženským cítěním obyvatel, a proto je produkce masa omezena. Produkce hovězího masa je vyloučená, ale v produkci mléka jsou největším producentem. V historii nejvýznamnějším exportním artiklem bylo koření.
V roce 2017 byla Indie na 9. místě v žebříčků největších exportérů zemědělských produktů. K tomuto umístění přispělo i to, že výtěžnost plodin na jednotku plochy od roku 1951 vzrostla u všech plodin, díky zvláštnímu důrazu kladenému na zemědělství v pětiletých plánech a stabilnímu zlepšení zavlažování, technologiím, uplatňování moderních zemědělských postupů a poskytování zemědělských úvěrů a dotací od Zelené revoluce v Indii. Na zemědělství se v Indii podílí tyto státy: Uttar Pradesh, Punjab, Haryana, Madhya Pradesh, Andhra Pradesh, Telangana, Bihar, West Bengal, Gujarat a Maharashtra.

## Průmysl

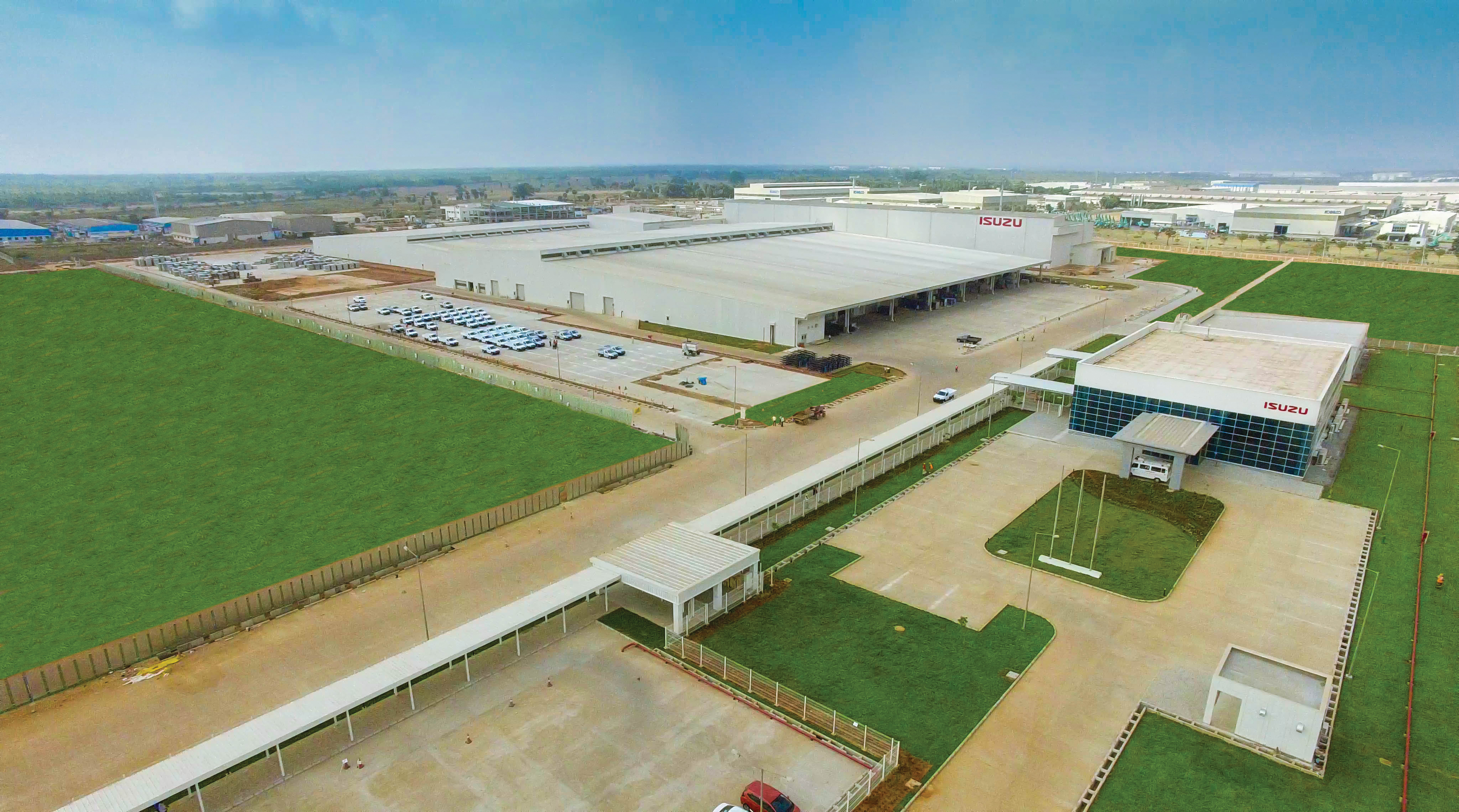
Nová továrna Isuzu v roce 2016 ve Sricity v Ándhrapradéši

Průmyslová výroba přispívá k 26 % celkového HDP a zaměstnává 22 % z celkové pracovní síly. Podle údajů Světové banky z roku 2015 obsadilo HDP průmyslové výroby 6. místo. Průmyslové odvětví prošlo značnými změnami v důsledku průmyslových reforem. Bylo zrušeno například omezení dovozu, liberalizovali režim přímých zahraničních investic (PZI) a privatizovali některé státní podniky. Rovněž se radikálně zlepšila infrastruktura. Po liberalizaci se soukromý sektor potýkal s rostoucí konkurencí, jak na domácí, tak i na zahraniční půdě. Musel se například potýkat s hrozbou dovozu levnějšího zboží z Číny. Hlavně proto se Indie nyní snaží snížit cenu svého zboží tím, že snižuje náklady, spoléhá na levnou pracovní sílu a nové technologie, tyto technologie způsobují snižování pracovních míst, a to i u menších výrobců.

### Ropa a chemikálie
Ropné produkty a chemikálie jsou tažnou silou průmyslové výroby. Dohromady tvoří 34 % výnosů z exportu. V Indii se nachází spousta ropných rafinérií, ta největší se nachází v Jamnagaru, kde je zpracováváno až 1,24 miliónů barelů ropy denně. Indie je největším distributorem a výrobcem chemikálií v Asii. Indie je jedním z pěti největších výrobců agrochemikálií, polymerů, plastů, barviv a různých organických a anorganických chemikálií. Chemické průmyslové odvětví zaměstnává 17.33 miliónů lidí a tvoří 6 % HDP (141 biliónů USD).

### Farmacie
Indický farmaceutický průmysl se v posledních letech rozrostl tak, že se Indie stala třetím největším výrobcem zdravotnických produktů na světě. V zemi bylo v roce 2011 vyrobeno 8 % všech farmaceutických výrobků ve světě. Hodnota průmyslové výroby vzrostla z 6 miliónů dolarů (2005) na 36,7 miliónů dolarů (2016) a očekává se, že v roce 2020 bude dosahovat až 55 miliónů dolarů.

### Strojírenství
Strojírenství je největším průmyslovým odvětví. Vyrábí se zde obráběcí stroje, díly turbín, automobily a železnice. Ve fiskálním roce 2013–2014 bylo z Indie vyvezeno zboží v hodnotě 67 miliónů dolarů. V roce 2011 bylo v Indii vyrobeno přibližně 18 miliónů osobních a užitkových vozů a z toho asi 2,3 miliónů vyvezeno od zahraničí.Strojírenský průmysl zaměstnává asi 6,76 miliónů lidí a jeho hodnota je 79 biliónů dolarů.

### Klenotnictví

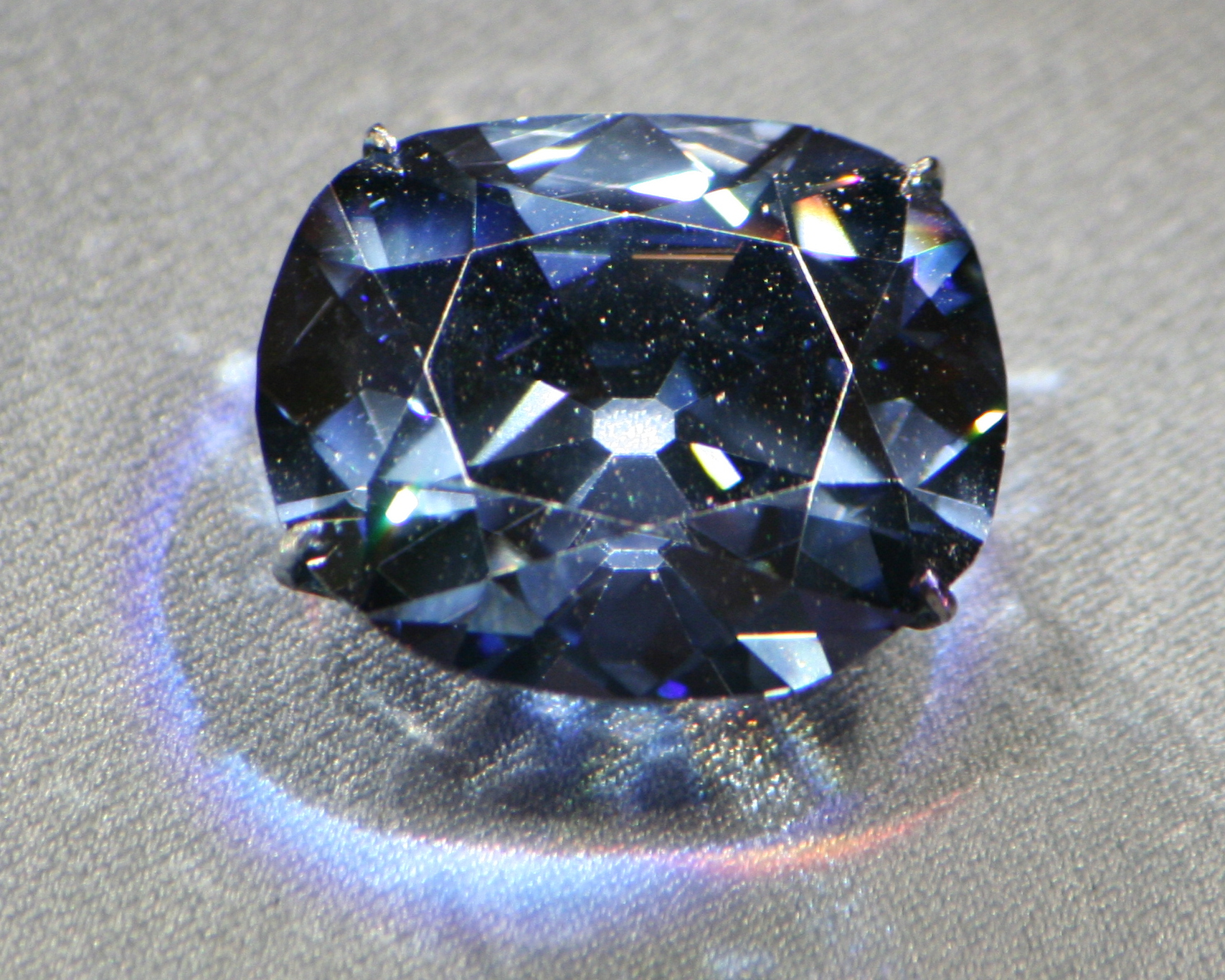
Spousta známých drahokamů jako Koh-i-noor a Hope (na obrázku) pochází z Indie.

Indie je jeden z největších spotřebitelů zlata, je také jedním z největších center pro leštění diamantů a drahokamů a výrobu bižuterie. Po ropě je vývoz a dovoz zlata, vzácných kovů, drahých kamenů a klenotů největší částí indického globálního obchodu. Tvoří zhruba 7 % HDP a zaměstnává milióny lidí. Klenotnictví v roce 2013 mělo hodnotu 35 miliard dolarů a dle předpokladů poradenské společnosti Kearney plánuje Indie do roku 2018 zvýšit produkci na dvojnásobek.

### Textilní průmysl
Textilní průmysl přispívá zhruba 4 % k HDP země, 14 % průmyslové produkce a 17 % k výnosům z vývozu. Textilní výroba se v posledních letech stala jedním z nejrychleji se rozvíjejících odvětví v indické průmyslové výrobě. Od roku 2004 do roku 2008 se celkové investice do textilního sektoru zvýšily o 27 miliard dolarů. Toto odvětví zaměstnává zhruba 45 miliónů lidí, a to včetně dětí, kterých je přibližně 400 000.

### Těžební průmysl

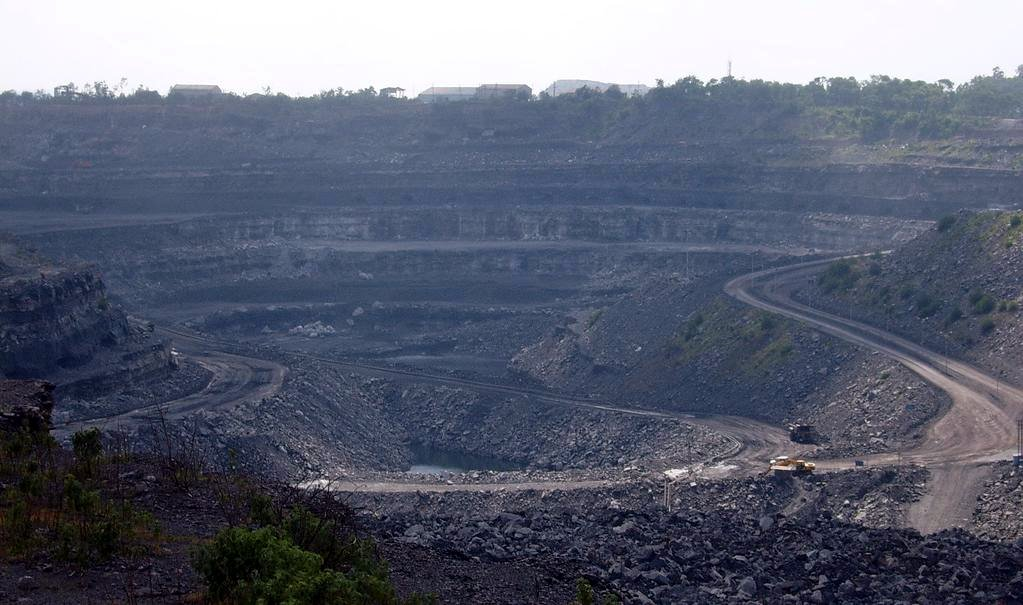
Podle odhadů indického ministerstva pro těžbu z roku 2008 je indická produkce uhlí 3. nejvyšší na světě. Zde je důl ve státě Džhárkhand.

Těžba přispívá 63 miliardami dolarů ročně (3 % HDP) a zaměstnává 20,14 milionu lidí (5 % pracovní síly). V roce 2013 se zde zpracovávalo 89 různých materiálů. Téměř 50 % indického těžebního průmyslu je soustředěno v 8 státech: Urísa, Rádžasthán, Čhattísgarh, Arunáčalpradéš, Telangána, Džhárkhand, Madhjapradéš and Karnátaka. Dalších 25 % pochází z rafinérií umístěných v oceánu.

## Služby
Podíl služeb na tvorbě HDP se trvale zvyšuje a v roce 2012 dosáhl 57 %. V tomto sektoru bylo v roce 2017 zaměstnáno 33,48 % lidí.

### Letectví
Leteckou dopravu zajišťuje především státní Air India a působí zde mnoho dalších soukromých společností. Indie je třetí největší a nejrychleji rostoucí trh s civilním letectvím na světe.[kdy?] Předpokládá se, že indické letecké společnosti budou v roce 2020 provozovat 800 moderních letadel, což bude reprezentovat 4,3 % světového objemu.

### Informační technologie

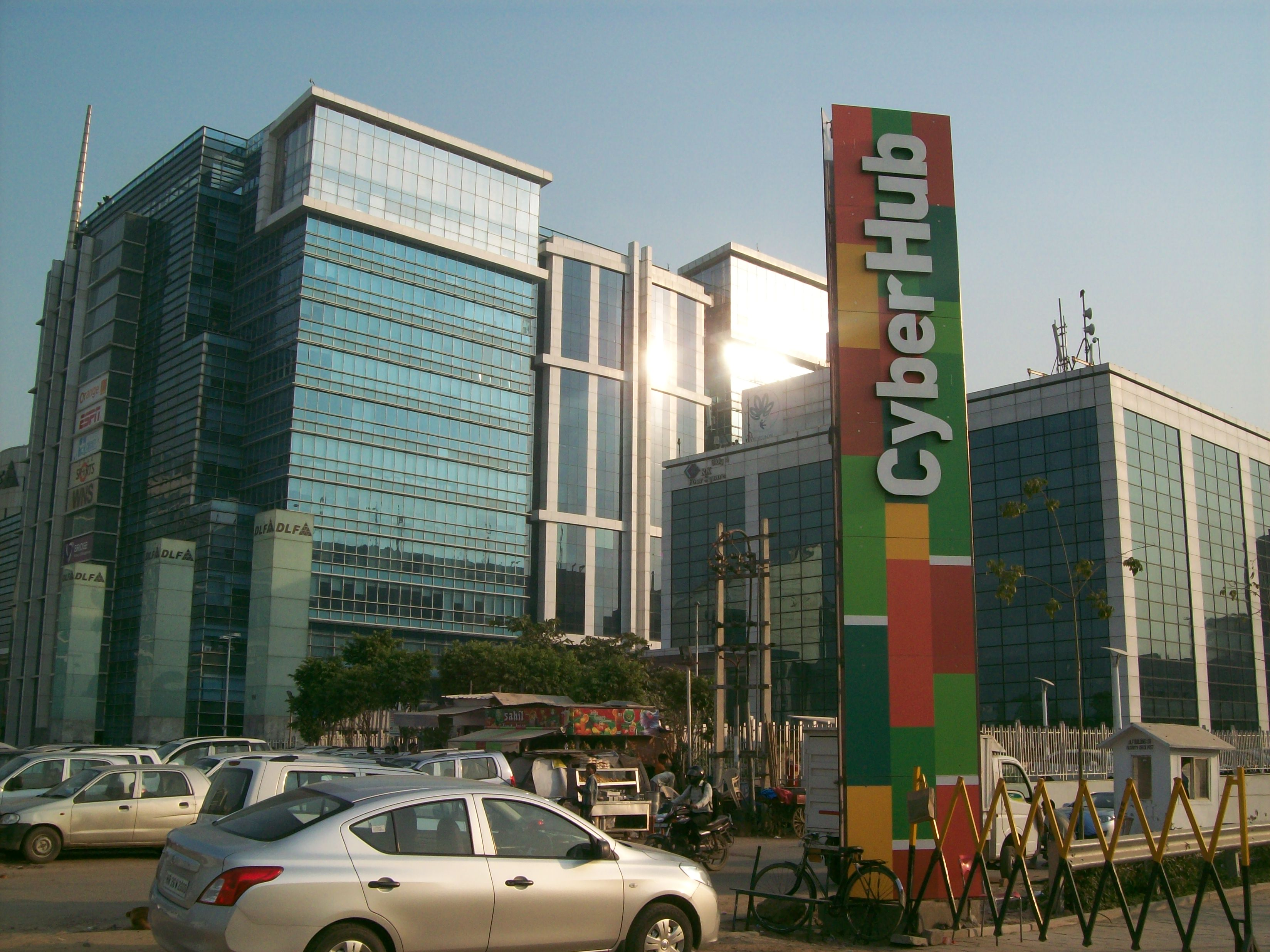
BPO (Business process outsourcing) centrum v Gurgáonu v Indii.

IT je rychle se rozvíjejícím oborem, v současnosti je číselně vyjádřený export 70 biliónů dolarů a zaměstnává 2,8 miliónů lidí v tomto odvětví, přitom v 90. letech byl export okolo 100 miliónů dolarů a 5000 pracovníky. V roce 2016 se tento sektor podílel na HDP 7,7 %. Zpráva Indického sdružení softwarových průmyslových společností (NASSCOM) uvádí, že růst IT průmyslu v letech 2016–2017 bude 13-14 %. Vrcholnými společnostmi, které nabízí pracovní příležitosti v tomto oboru jsou Tata Consultancy Services (TCS), Wipro Technologies, Cognizant, Yahoo!, Google, Tech Mahindra, Infosys Technologies, HP, Capgemini, iGATE Patni, Accenture, L&T, EY, Convergys, MphasiS, Genpact, HCL Technologies and Godrej Infotech.

### Bankovnictví
Dominantní postavení na trhu mají v současnosti státní banky znárodněné v r. 1969, proto je bankovní systém kontrolovaný státem. Indický bankovní systém tvoří státní banky (State Bank of Bikaner and Jaipur, State Bank of Hyderabad, State Bank of Mysore, State Bank of Patiala, State Bank of Travancore) soukromé indické (Bank of Rajasthan, Bharat Overseas Bank, Catholic Syrian Bank, Federal Bank Ltd., Dhanlaxmi Bank, Jammu & Kashmir Bank, Karnataka Bank, Karur Vysya Bank, City Union Bank, Lakshmi Vilas Bank, Nainital Bank, Ratnakar Bank, South Indian Bank, Tamilnad Mercantile Bank, ING Vysya Bank) a zahraniční banky(Abu Dhabi Commercial Bank, American Express Bank, Arab Bangladesh Bank, Australia & New Zealand Bank, Antwerp Diamond Bank, Bank International Indonesia, Bank of America, Bank of Bahrain and Kuwait, Bank of Ceylon, Bank of Nova Scotia, Bank of Tokyo Mitsubishi) a družstevní a zemědělské banky. Rostoucí liberalizace bankovnictví roste úloha Indické centrální banky (Reserve bank of India). Indická centrální banka sídlí ve finančním centru v Mumbai, jejím úkolem je dohled nad bankovním trhem, formuje měnovou politiku, spravuje měnové rezervy, je bankou centrální vlády a státních vlád. Družstevní a zemědělské banky slouží specifickým komunitám převážně na venkově.

### Dopravní infrastruktura

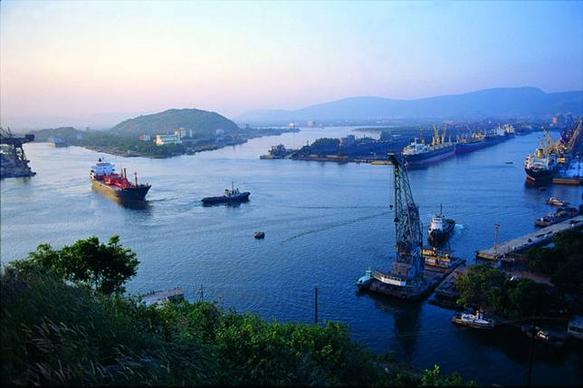
Přístav Visakhapatnam v Bengálském zálivu.

Infrastruktura a dopravní sektor se podílí na HDP 5 %. Indie má po USA a Číně třetí největší silniční síť, k 31. březnu měla tato síť rozlohu více než 5 472 144 kilometrů. Indické komunikace jsou směsí moderních dálnic a úzkých, nezpevněných silnic, ale stále se zlepšují.
Indická železnice je čtvrtou největší železniční sítí na světě s délkou tratě 114 500 kilometrů a 7 172 stanic. Tato železniční sít je provozovaná vládou a v roce 2013 přepravila v průměru 23 miliónů cestujících denně a více než miliardu tun nákladů.
Indie má pobřeží dlouhé 7500 km a 3 hlavní a 60 méně významných přístavů, které společně zpracovávají 95 % zahraničního obchodu země podle objemu a 70 % podle hodnoty. Nhava Sheva je největší veřejný přístav a Mundra je největší soukromý přístav.
Letecká doprava zahrnuje 125 letišť, ze kterých 66 je určeno jak pro cestující, tak i pro náklad.

### Cestovní ruch
V roce 2017 se cestovní ruch podílel 9,4 % na HDP a zajišťoval zaměstnání 8 % pracovní síly. Mezi lety 2016 a 2017 byl nárůst návštěvníků Indie 15,6 %. V roce 2016 to bylo 8,89 miliónů a v roce 2017 více než 10 miliónů zahraničních turistů. Nejvíce turistů přichází do Indie ze Spojených států, dále to jsou turisté z Evropské unie a Japonska. Méně než 10 % zahraničních turistů navštíví Tádž Mahal, většina navštěvuje jiné kulturní, tematické a prázdninové okruhy. Každý rok se za turismem vydává do zahraničí více než 12 miliónů Indů.
V Indii se rychle rozvíjí sektor zdravotního turismu, protože ve své zdravotnické ekonomice nabízí nízkorozpočtové zdravotnické služby a dlouhodobou péči. V roce 2014 do Indie cestovalo za lékařskou péčí 184 298 zahraničních pacientů.

## Zahraniční obchod
Až do liberalizace v roce 1991 byla Indie záměrně izolována od světových trhů, chránila svou ekonomiku a dosáhla soběstačnosti. Zahraniční obchod byl předmětem dovozních sazeb, vývozních daní a množstevních omezení, zatímco zahraniční přímé investice (FDI) byly omezeny horní hranicí majetkové účasti, omezeními transferu technologií, povinností vývozu a vládními schváleními; tato schválení byla nezbytná pro téměř 60 % nových přímých zahraničních investic v průmyslu. Tato omezení zajistila, že mezi roky 1985 a 1991 průměrné zahraniční investice dosahovaly průměrné hodnoty kolem 200 milionů dolarů ročně; velké procento kapitálových toků se skládalo ze zahraniční pomoci, komerčních půjček a vkladů indických nerezidentů(lidé, kteří jsou indického původu, žijících mimo Indickou republiku). Během prvních 15 let po nezávislosti indický export stagnoval kvůli obecnému zanedbání obchodní politiky vládou tohoto období; import ve stejném období, s časnou industrializací, se skládal převážně ze strojů, surovin a spotřebního zboží. Od liberalizace se hodnota indického mezinárodního obchodu prudce zvýšila, přičemž příspěvek celkového obchodu se zbožím a službami k HDP vzrostl z 16% v letech 1990-91 na 47% v letech 2009–10. Zahraniční obchod představoval 48,8% HDP Indie v roce 2015. Celosvětově se Indie podílí na 1,44 % vývozu a 2,12 % na dovozu zboží pro obchod a na 3,34 % na vývoz a na 3,31 % obchodování se službami. Mezi hlavní obchodní partnery Indie patří Evropská unie, Čína, Spojené státy a Spojené arabské emiráty.
V letech 2006–2007 zahrnovaly hlavní vývozní komodity strojírenské výrobky, ropné produkty, chemikálie a léčiva, drahokamy a šperky, textil a oděvy, zemědělské produkty, železná ruda a další nerostné suroviny. Mezi hlavní importní komodity patří surová ropa a příbuzné výrobky, stroje, elektronické zboží, zlato a stříbro.
Indie je jedním ze zakládajících států u Všeobecné dohody o clech a obchodu (GATT) a následně WTO. Protože se Indie aktivně účastní zasedání Generální rady, má zásadní význam pro vyslovení obav rozvojového světa. Indie například pokračovala v opozici vůči začlenění pracovních sil, problematiky životního prostředí a dalších netarifních překážek obchodu do politik WTO.

## Zaměstnanost
Zemědělství a jeho odvětví zaměstnávalo během fiskálního roku 2009–2010 přibližně 52,1 % pracovní síly. Zatímco se zaměstnanost v zemědělském sektoru postupem časem snižovala, služby zaznamenaly stálý růst, zaměstnanost v sektoru služeb dosáhla 20,3 %. Asi 51,2 % pracovní síly je samostatně výdělečně činná.
Nezaměstnanost v Indii je charakteristická chronickou (skrytou) nezaměstnaností. Vládní programy zaměřené na vymýcení chudoby i nezaměstnanosti se snaží zjednodušit podnikání státními příspěvky a kvalifikačními kurzy, protože jedna z největších překážek, která zabraňovala dosáhnutí rovných příležitostí, je vzdělání a vzdělávací systém.
Dětská práce představuje v Indii obrovský problém, který souvisí hlavně s chudobou. Od devadesátých let 20. století vláda zavedla řadu programů na odstranění dětské práce. Zřídila školy a zavedla bezplatné školní obědy. Případy dětské práce u dětí mladších 10 let je vzácná. Dětí ve věku 10–14 let zaměstnaných v továrnách jsou 2 %. Dalších 9 % pomáhá na farmách svým rodičům.